# Våra bästa år (film, 1973)
Våra bästa år (originaltitel: The Way We Were) är en amerikansk dramafilm från 1973 i regi av Sydney Pollack. I huvudrollerna ses Barbra Streisand och Robert Redford. Filmen vann två Oscar, för bästa musik och bästa sång. Den nominerades bland annat för bästa kvinnliga huvudroll och bästa foto.

## Rollista i urval
- Barbra Streisand – Katie Morosky
- Robert Redford – Hubbell Gardiner
- Bradford Dillman – J.J.
- Lois Chiles – Carol Ann
- Patrick O'Neal – George Bissinger
- Viveca Lindfors – Paula Reisner
- Allyn Ann McLerie – Rhea Edwards
- Murray Hamilton – Brooks Carpenter
- Herb Edelman – Bill Verso
- Diana Ewing – Vicki Bissinger
- Sally Kirkland – Pony Dunbar
- George Gaynes – El Morocco Captain
- James Woods – Frankie McVeigh
- Susan Blakely – Judianne